# مسجد ناخودا
مسجد ناخودا هو المسجد الرئيسي في كلكتا إلى الشرق من الهند، يقع المسجد في منطقة شيتبو المنطقة التجارية لسوق بورا في وسط كولكاتا عند تقاطع شارع زكريا ورابيندرا ساراني .

## البناء
تم بناء المسجد كما يعمل تقليديا في الهند لضريح الإمبراطور المغولي الأكبر في سكندرا واجرا بواسطة جماعة كوتشي ميمون، وهي مجتمع صغير من المجتمع السني من كوتش، ويعد عبد الرحيم عثمان زعيم جماعة ميمون كوتشي الذي مول بناء المسجد وسمي مسجد ناخودا، تم وضع حجر الأساس يوم الحادي عشر من شهر سبتمبر عام 1926، وبلغت التكلفة الإجمالية لبناء المسجد 1,500,000 روبية هندية .

## الهندسة المعمارية
قاعة الصلاة في المسجد لديها قدرة استيعابية لاحتواء 10,000 مصلي، للمسجد ثلاث قبب ومئذنتان واللتين يبغ ارتفاعهنا 151 أقدام، هناك ماذن إضافية تتكون من 25 مأذنة صغيرة التي تتراوح ارتفاعها بين 100 قدم إلى 117 قدم، وقد تم جلب أحجار الجرانيت من بلدة تولبور لاكمال بناء المسجد، ويوجد بالداخل عروض رائعة من الزخارف والروائع الفنية .

## الصور

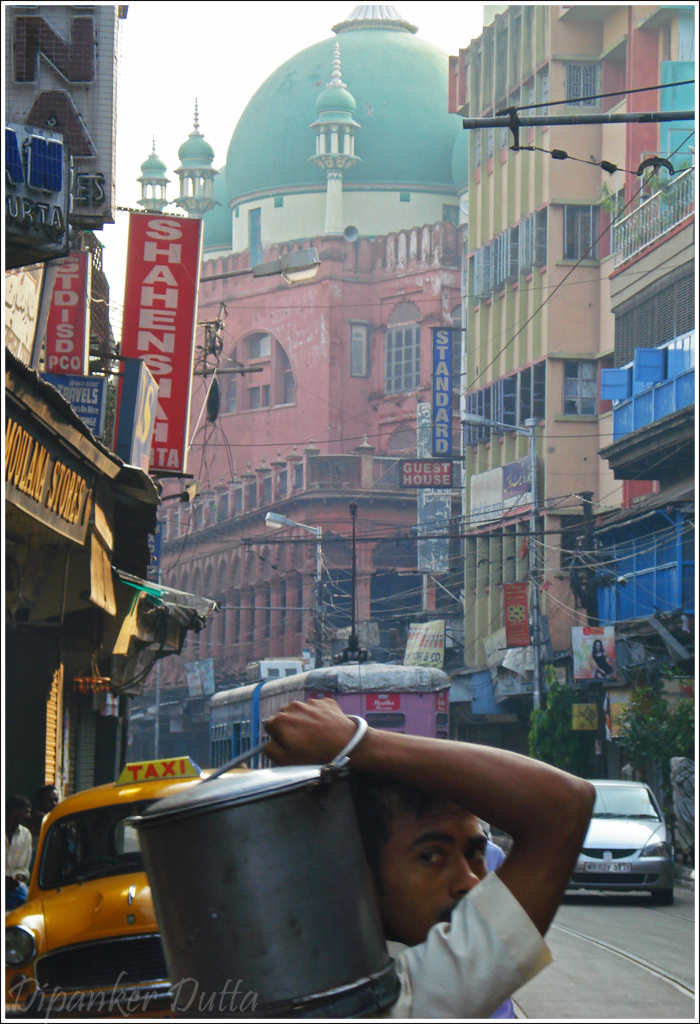
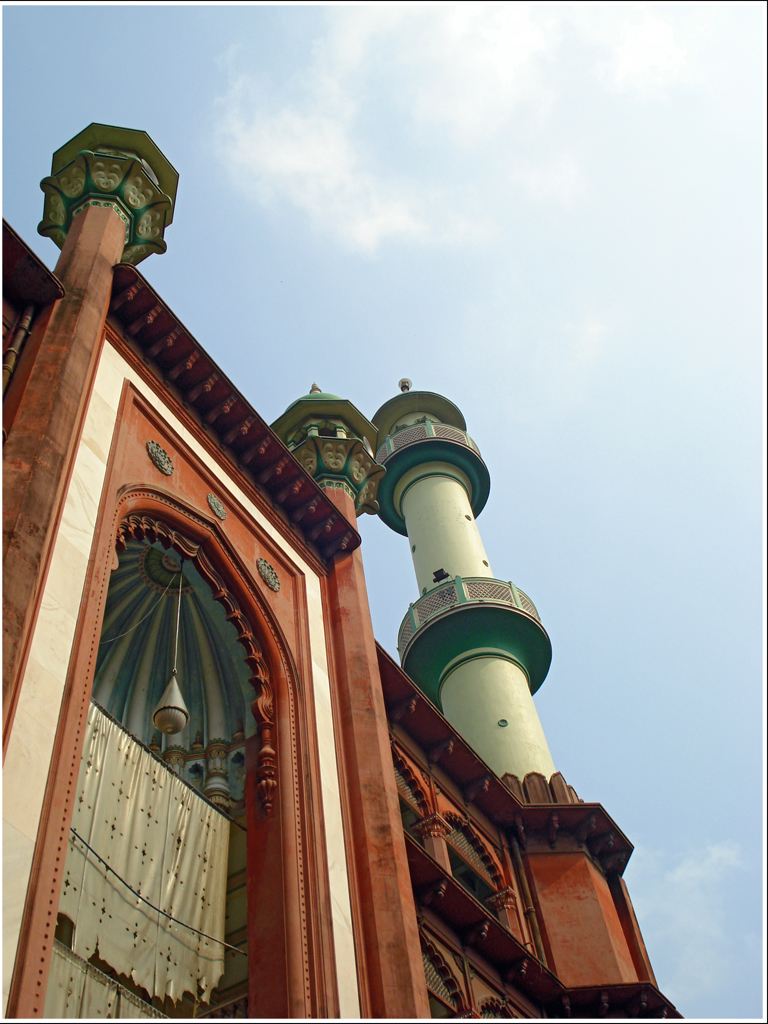
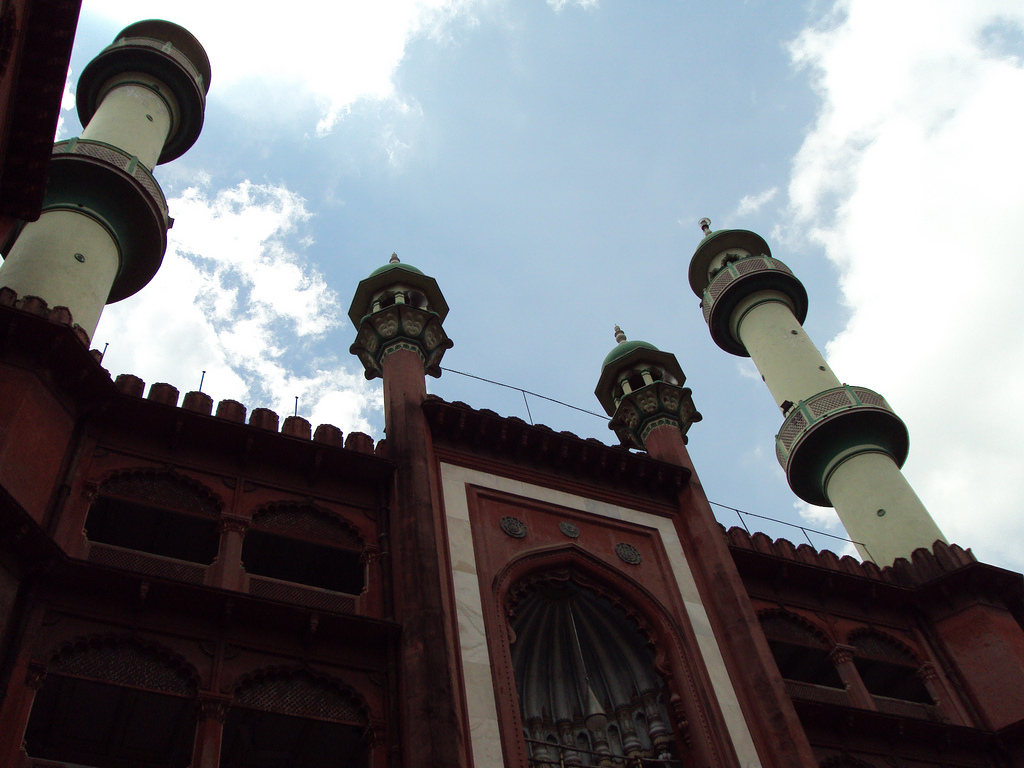
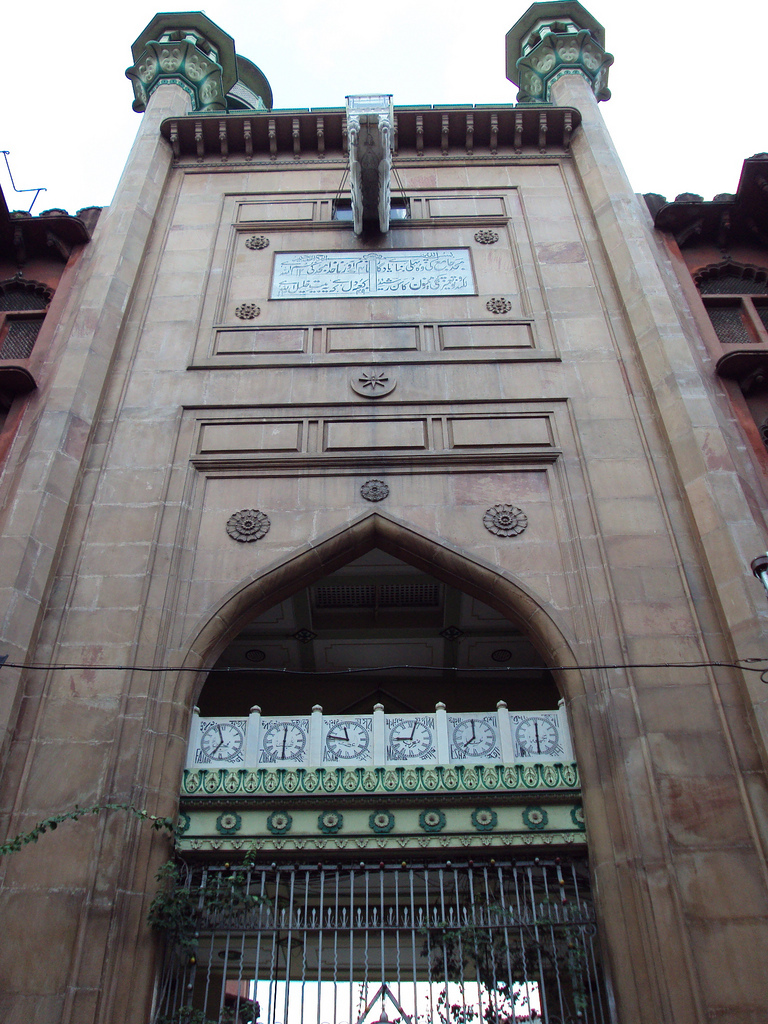
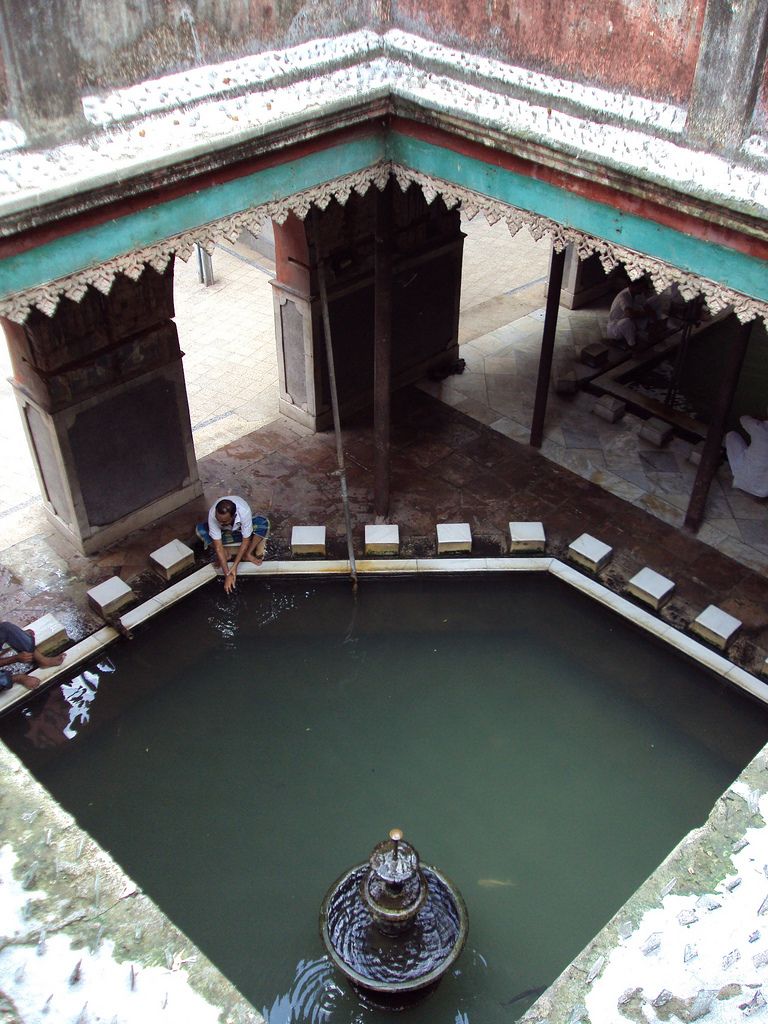
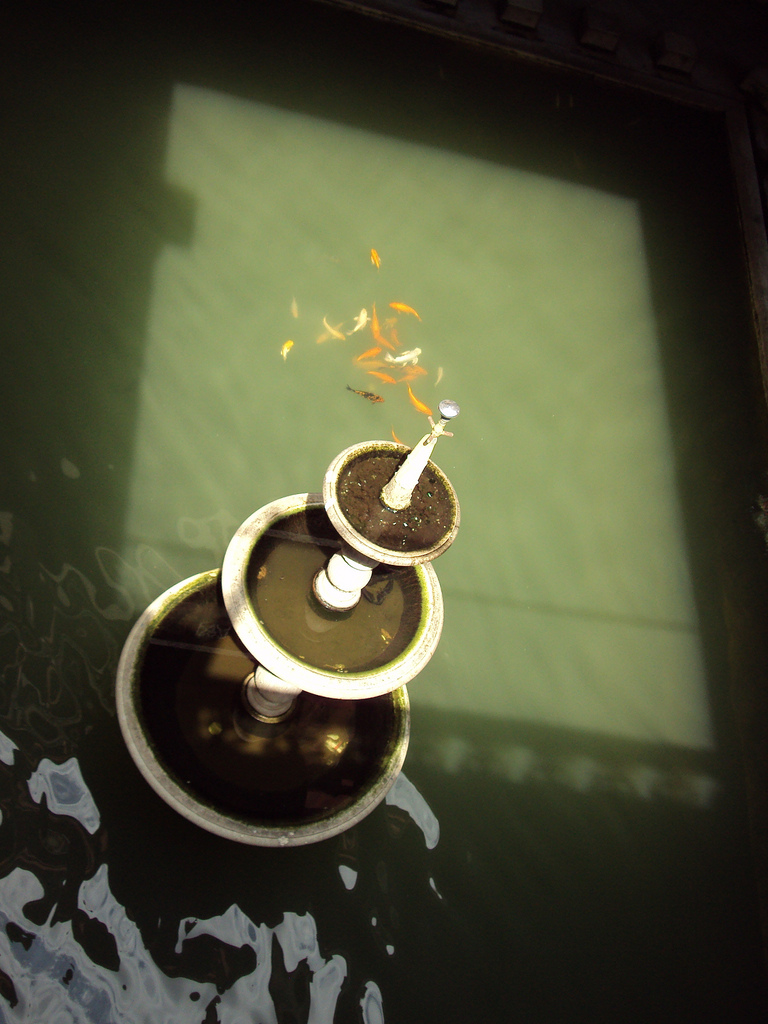